# 宗教紛争

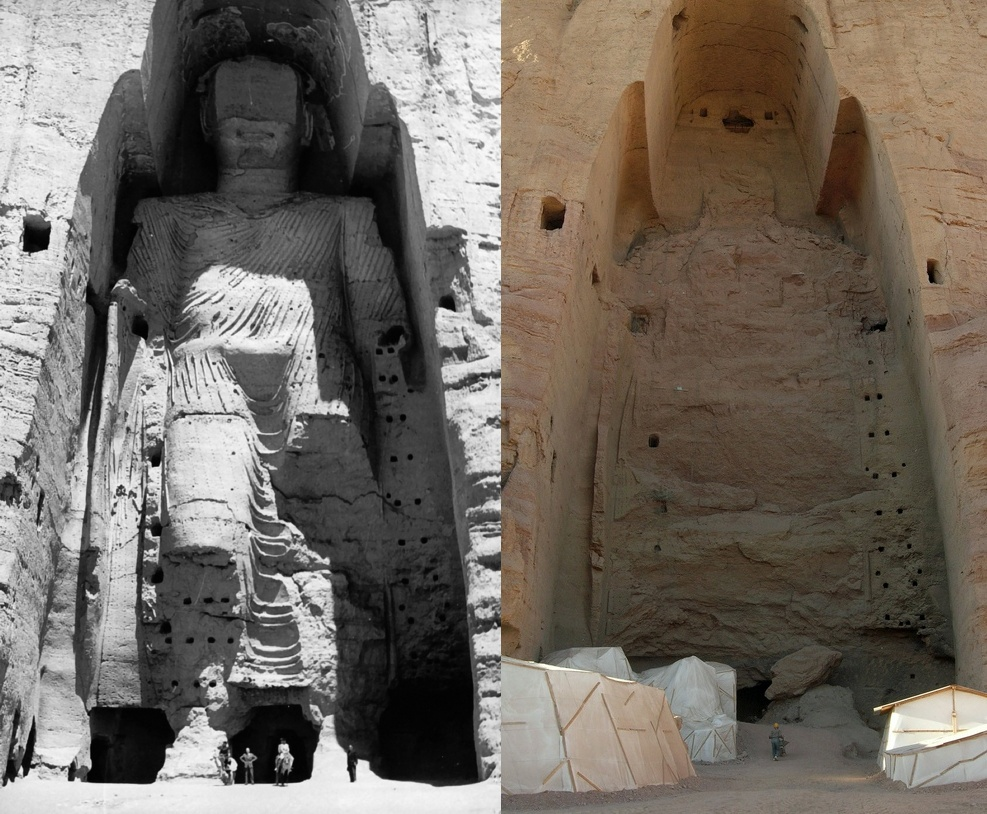
宗教紛争

宗教紛争（しゅうきょうふんそう）は、異なる宗教が衝突することである。互いの宗教の価値観が相容れない場合、少数派の宗教が差別されている場合、信教を理由に処罰される場合、多数派の宗教に改宗を強制された場合などに起こる。民族紛争や人種差別と重なり合う場合が多い。

## 宗教紛争の例
- 多数派仏教徒 対 少数派ヒンドゥー教徒（スリランカ）
- 多数派スンナ派 対 少数派シーア派（イラク）
- 多数派イスラム教徒 対 少数派キリスト教徒（スーダン）
- 創価学会員 対 顕正会員　(日本)

ただしこのようなステレオタイプだけでなく、エルサレムのように3つの聖地が重なり合っている場合、ユーゴスラビア紛争のようなモザイク国家での例もある。